# ストローカーエース
『ストローカーエース』（原題: Stroker Ace）は、1983年に制作されたアメリカ合衆国のアクション・コメディ映画。監督はスタントマン出身のハル・ニーダム。

## 概要
主演はバート・レイノルズ、共演にロニ・アンダーソン、ネッド・ビーティ、ジム・ネイバース、ババ・スミスのほか、多くのNASCARドライバー（デイル・アーンハート、リチャード・ペティ、ニール・ボネット、ハリー・ガント、テリー・ラボンテ、カイル・ペティ、ベニー・パーソンズ、ティム・リッチモンド、リッキー・ラッド、ケール・ヤーブロー、アナウンサーにケン・スクワイア、デイヴィッド・ホッブス、クリス・エコノマキ）がカメオ出演している。
原作はウィリアム・ニーリーとロバート・K・オッタムの共著『Stand On It』。架空のレーシングドライバー、ストローカー・エースの自伝という形式を採り、想像しうる様々なハプニングを実在のレース、サーキットの世界と結びつけた内容である。実際、映画のレースシーンもシャーロットモータースピードウェイ（現：ロウズモータースピードウェイ）、タラデガスーパースピードウェイ、アトランタモータースピードウェイで撮影が行われている。
また、音楽はアル・キャップス、主題歌はチャーリー・ダニエルズが担当した。
バート・レイノルズは、この映画へ出演するために『愛と追憶の日々』のギャレット・ブリードラヴ役を蹴っており、そのギャレット役を演じたジャック・ニコルソンは当年のアカデミー賞で主演男優賞を獲得した。

## あらすじ
NASCARの人気ドライバー、ストローカー・エースはクラッシュを起こして、勝ちレースをフイにしてしまう。ストローカーはチームの事務方こそ諸悪の根源と考えており、彼らに対して傲慢、尊大かつ敬意のかけらもない態度で接していた。サーキットの走行中にも現在ついているスポンサーのジム・キャティと揉めて、彼を生コンで埋めてしまう始末。
そこで新たなスポンサーを見つけようとするストローカーのもとへ、フライドチキン・チェーンを経営するクライド・トークル、お抱え運転手アーノルド、マーケティング担当のペンブルック・フィーニーらがやってくる。ストローカーとチーフ・メカニックのラッグス・ハービーは彼らの契約に納得させられてサインをするも、実のところ全く割の合わない契約を結んでいた。何とか契約破棄にこぎ着けようと奮闘するが、そのためには最終的にレースで負けなければならないというジレンマに陥る。

## キャスト
※括弧内は日本語吹替
- ストローカー・エース - バート・レイノルズ（堀勝之祐）
- ペンブルック・フィーニー - ロニ・アンダーソン（小宮和枝）
- クライド・トークル - ネッド・ビーティ（滝口順平）
- ラッグス・ハービー - ジム・ネイバース（青野武）
- オーブリー・ジェームス - パーカー・スティーヴンソン（水島裕）
- アーノルド - ババ・スミス（玄田哲章）
- ドク・シーグリ - ジョン・バイナー（納谷六朗）
- ドクの父親 - フランク・O・ヒル（藤本譲）
- ジム・キャティ - ウォーレン・スティーヴンス（中庸助）
- 誘惑する女 - カサンドラ・ピーターソン